# Tinguiririca
Tinguiririca és un estratovolcà actiu situat a la Regió d'O'Higgins, a Xile, prop de la frontera amb l'Argentina. El cim s'eleva fins als 4.280 msnm. Es compon d'almenys set cons d'escòria de l'Holocè. El complex volcànic es va construir durant tres cicles eruptius que es remunten al Plistocè mitjà. Hi ha activitat fumaròlica dins el cràter i aigües termals i fumaroles als flancs occidentals. El 1917 hi hagué l'única erupció del volcà en temps històrics.